# Troo
 Troo  es una población y comuna francesa, en la región de Centro, departamento de Loir y Cher, en el distrito de Vendôme y cantón de Montoire-sur-le-Loir.
Troo es la forma oficial (Code Officiel Géographique) del nombre de la comuna, aunque es frecuente el uso de Trôo y Troô.

## Demografía
| 549 | 433 | 428 | 337 | 320 | 301 |
| Para los censos de 1962 a 1999 la población legal corresponde a la población sin duplicidades (Fuente: INSEE [Consultar]) |     |     |     |     |     |